# 新安平県
新安平県（しんあんへい-けん）は中華人民共和国河北省にかつて存在した県。現在の唐山市灤州市北西部に位置する。
前漢により設置され、後漢により廃止された。